# Selma Arapović
Selma Arapović (* 25. Oktober 1976 in Foča oder Višegrad) ist eine österreichische Politikerin (NEOS). Seit dem 24. November 2020 ist sie Abgeordnete zum Wiener Landtag und Mitglied des Wiener Gemeinderates.

## Leben

### Ausbildung und Beruf
Selma Arapović besuchte die Pflichtschule in Bosnien. Nach Ausbruch des Bosnienkriegs flüchtete ihre Familie nach Lohnsburg in Oberösterreich. In Ried im Innkreis besuchte sie das Bundesoberstufenrealgymnasium (BORG), wo sie 1997 maturierte. Anschließend begann sie ein Architekturstudium an der Technischen Universität Graz, das sie 2005 als Diplomingenieurin abschloss. Einen Auslandsaufenthalt im Rahmen des Erasmus-Programmes verbrachte sie 2001/02 an der Escola Tecnica Superior d Arquitectura del Valles.
Nach dem Studium übersiedelte sie nach Wien. Seit 2006 ist sie als Architektin in Wien tätig. 2009 legte sie die Ziviltechnikerprüfung ab. Nach einem Jahr in Dubai kehrte sie 2013 nach Wien zurück.

### Politik
Arapović gehörte von November 2015 bis November 2020 als Bezirksrätin der Bezirksvertretung im Wiener Gemeindebezirk Leopoldstadt an, von März 2019 bis November 2020 fungierte sie dort auch als Klubvorsitzende.
Am 24. November 2020 wurde sie in der konstituierenden Sitzung der 21. Wahlperiode als Abgeordnete zum Wiener Landtag und Mitglied des Wiener Gemeinderates angelobt, wo sie stellvertretende Vorsitzende im Gemeinderatsausschuss für Wohnen, Wohnbau, Stadterneuerung und Frauen sowie im Gemeinderatsausschuss für Innovation, Stadtplanung und Mobilität wurde. Sie ist Mitglied des Landesteams von NEOS Wien und Sprecherin für Wohnen, Stadterneuerung und Stadtentwicklung. Ende 2023 wurde sie NEOS-Bezirkssprecherin in der Brigittenau.
Für die Landtags- und Gemeinderatswahl 2025 wurde sie ursprünglich auf Platz zwei hinter Spitzenkandidat Christoph Wiederkehr gereiht. Aufgrund des Wechsels von Bettina Emmerling als Bildungsstadträtin und Vizebürgermeisterin in Landesregierung und Stadtsenat Ludwig II folgte ihr Arapović im März 2025 als Klubchefin nach. Nach dem Rückzug von Wiederkehr als NEOS-Spitzenkandidat wurde sie neue Listenerste. Zu Beginn der 22. Wahlperiode wurde sie als Klubobfrau bestätigt.